# José María López y Pascual
José María López y Pascual fue un pintor español del siglo XIX.

## Biografía
Natural de la localidad madrileña de Algete, fue discípulo de la Escuela Especial de Pintura, Escultura y Grabado de la capital, así como del barcelonés Luis Ferrant y Llausás. En la Exposición Nacional de Bellas Artes de 1866, presentó Sueño de D. Quijote en la cueva de Montesinos, Aventura del titiritero, Presentación de Gil Blas de Santillana a la vieja Leonarda en la cueva de bandidos y Presentación de Gil Blas en casa del poeta Núñez; en la de 1871, Muerte de Guzmán el Bueno en las sierras de Gaucín después de tomar a Gibraltar. Se desempeñó, asimismo, como docente en Guadalajara.